# Wouter Oudemans
Theodorus Christiaan Wouter Oudemans (* 30. Oktober 1951 in Amsterdam; † 22. März 2024) war ein niederländischer Philosoph.

## Tätigkeit
Oudemans war von 1991 bis 2006 außerordentlicher Professor für Philosophie an der Universität Leiden. Dort war er auch danach Dozent. De Groene Amsterdammer nannte ihn 1997 Heideggers Bauchredner in den Niederlanden. Oudemans widmete sich neben Heidegger Philosophen wie Platon, Aristoteles, Descartes und Nietzsche. Im Zentrum seiner Auseinandersetzungen mit diesen Philosophen steht die Methode des philosophischen Denkens.

## Denken

### Die Krise der Philosophie
Hat es heute Sinn, Philosoph zu sein? – Diese Frage, mit der Oudemans sein Buch Echte Philosophie beginnt, bleibt bestimmend für seinen Denkweg. Die Philosophie ist ihm zufolge in eine fundamentale Krise geraten, weil ihr eine eigene Methode fehlt.
Einst hatte sie, so Oudemans, mit einem Pathos angefangen: der Sorge um das Ganze von Mensch und Welt. Philosophie sei von Anfang an ein Verfahren (technê) gewesen, um Durchgänge durch Barrieren (Aporien) zwischen Denken und Welt zu finden. Das Wellnesshaus der Technik habe die Kluft zwischen Mensch und Welt endgültig geschlossen und die Menschen der Sorge um das Ganze entledigt. Oudemans bestreitet, dass es heute noch philosophische Aporien gibt.
Aus seiner Sicht dient die heutige akademische Philosophie in der wissenschaftlich gesteuerten Universität als ein Lendenschurz. Sie halte zudem die Maschinerie von Zeitschriften, Seminaren, Kongressen, Talkshows und Artikeln am Laufen.
Philosophen, so Oudemans, stecken in einer Zwickmühle. Entweder sie stellen Behauptungen auf, die im Kampf um die Wahrheit überleben oder sterben, dann sind sie Wissenschaftler. Oder sie entziehen sich der wissenschaftlich organisierten Erfahrung, dann sind ihre Aussagen nicht zu überprüfen und somit mystisch. So entsteht ein gleichgültiger Austausch zwischen unprüfbaren Meinungen, der mit dem, was ist, nichts zu tun hat.
Oudemans fragt: Ist es möglich, dass ein verwandeltes Nachdenken entsteht, das sich von der alten Philosophie als einer quasi-wissenschaftlichen Methode verabschiedet? Auf welche Weise spräche dieses Denken und wie würde es geprüft werden?

### Philosophologie und echte Philosophie
Oudemans spricht von der verrückten Teegesellschaft der Philosophologie: Man sitze an einem großen, transzeitlichen Tisch und tausche Meinungen mit Platon, Descartes und Kant aus. Historische wie systematische Philosophie lebten beide vom Glauben an einen durchlässigen, katachronischen Dialograum. Insofern seien sie beide metaphysisch.
In Oudemans’ Buch Echte Philosophie soll die philosophische Überlieferung anders zu Wort kommen. Wörter würden das Denken der großen Philosophen regieren und hätten, mächtiger als die Denker selbst, Spuren in deren Texten hinterlassen – und noch immer seien es dieselben Wörter, die unser Denken bewegten.
Philosophen sind Oudemans zufolge Bedeutungskonzentrationspunkte: In ihnen versammeln und versprachlichen sich Bedeutungen, die unabhängig von menschlichen Intentionen auftauchen und untergehen.

### Die große Reduktion
Unser heutiges Zeitalter nennt Oudemans das der großen Reduktion.
Die große Reduktion vollzieht sich in zwei Phasen. Einer ersten und einer zweiten mechanischen Revolution.
In der ersten mechanischen Revolution, markiert durch die Namen Galilei und Descartes, werde die Natur als mechanisch und einförmig entworfen, ausgehend von einem mathematisch bereinigten Subjekt, dem Ich-Denke. Das menschliche Denken aber bleibe eine nicht-mechanische, geistige Instanz mit einem unklaren Verhältnis zur mechanischen Natur.
Die große Reduktion vollendet sich laut Oudemans in der zweiten mechanischen Revolution, eingeleitet durch den aufkommenden Darwinismus. Nun werden auch Leben und Denken in die Mechanik aufgenommen: Die menschliche Vernunft erweist sich als ein Produkt von Variation und Selektion, nicht weniger ein angepasstes Überlebensinstrument als etwa das Auge oder der Flügel.
Die große Reduktion bezeichnet bei Oudemans nicht einfach nur eine Verwissenschaftlichung oder Rationalisierung der Welt.
In ihr würden zuallererst fundamentale Wörter ihre Bedeutung verlieren oder sich wandeln – Wörter wie Grund, Ratio, Sinn, Idee, aber auch Staat, Opfer, Welt, Gott. Oudemans sieht große kategoriale Unterscheidungen verschwinden, aus denen die Philosophie früher ihren Sinn bezog: Natur und Kunst, Materie und Geist, Ding und Wesen, Seiendes und Sein.
Indessen betreibt er keine Kulturkritik. Die Reduktion sei kein bedauernswerter Verlust, sondern deute darauf hin, dass Wörter keine Instrumente in Menschenhand seien. Ob Wörter sprächen oder nicht, darüber verfügten Menschen nicht.

### Sprechen über und Sprechen von
In der Wissenschaft werde über etwas, über einen Gegenstand gesprochen. Philosophie sei damit nicht zu vergleichen. Sie spreche nicht über, sondern von etwas, nämlich vom un-menschlichen Bedeutungshorizont, der unser aller Denken und Handeln umgebe. Dieses Sprechen von sei nicht propositional, sondern benennend.
Die noch kommende, echte Philosophie ist Oudemans zufolge die Suche nach den fundamentalsten Wörtern, die den Horizont von Wissenschaft und Technik stiften – Wörter wie Information, Replikation, Selektion. Sie versuche nicht, diesen Horizont zum Gegenstand zu machen, sondern verbleibe in ihm und behalte ihn dennoch im Blick. Ihre Begriffe seien in den Horizont inbegriffen – wie auch die Identität des Nachdenkenden.

## Werke (Auswahl)
- De verdeelde mens. Ontwerp van een filosofische antropologie. Dissertation. Meppel: Boom 1980.
- Over de natuur van mensen. Inleiding in de filosofische antropologie. Mit R.D. de Jong. Alphen aan den Rijn: Samsom 1983.
- Tragic Ambiguity. Anthropology, Philosophy and Sophocles’ Antigone. Mit A. Lardinois. Leiden: E.J. Brill 1987.
- De horizon van Buitenveldert. Gesprekken over cultuur en techniek. Mit A. Heumakers. Amsterdam: Boom 1997.
- Ernüchterung des Denkens oder der Abschied der Onto-Theologie. Berlin: Duncker & Humblot 1998.
- Echte filosofie. Amsterdam: Bert Bakker 2007.
  - Deutsch: Echte Philosophie. Freiburg: Karl Alber 2012, ISBN 978-3-495-48530-9.[2]
- Omertà. Amsterdam: Bert Bakker 2008.
- In natura. Amsterdam: Bert Bakker 2012.